# Heidelbeer-Wintereule

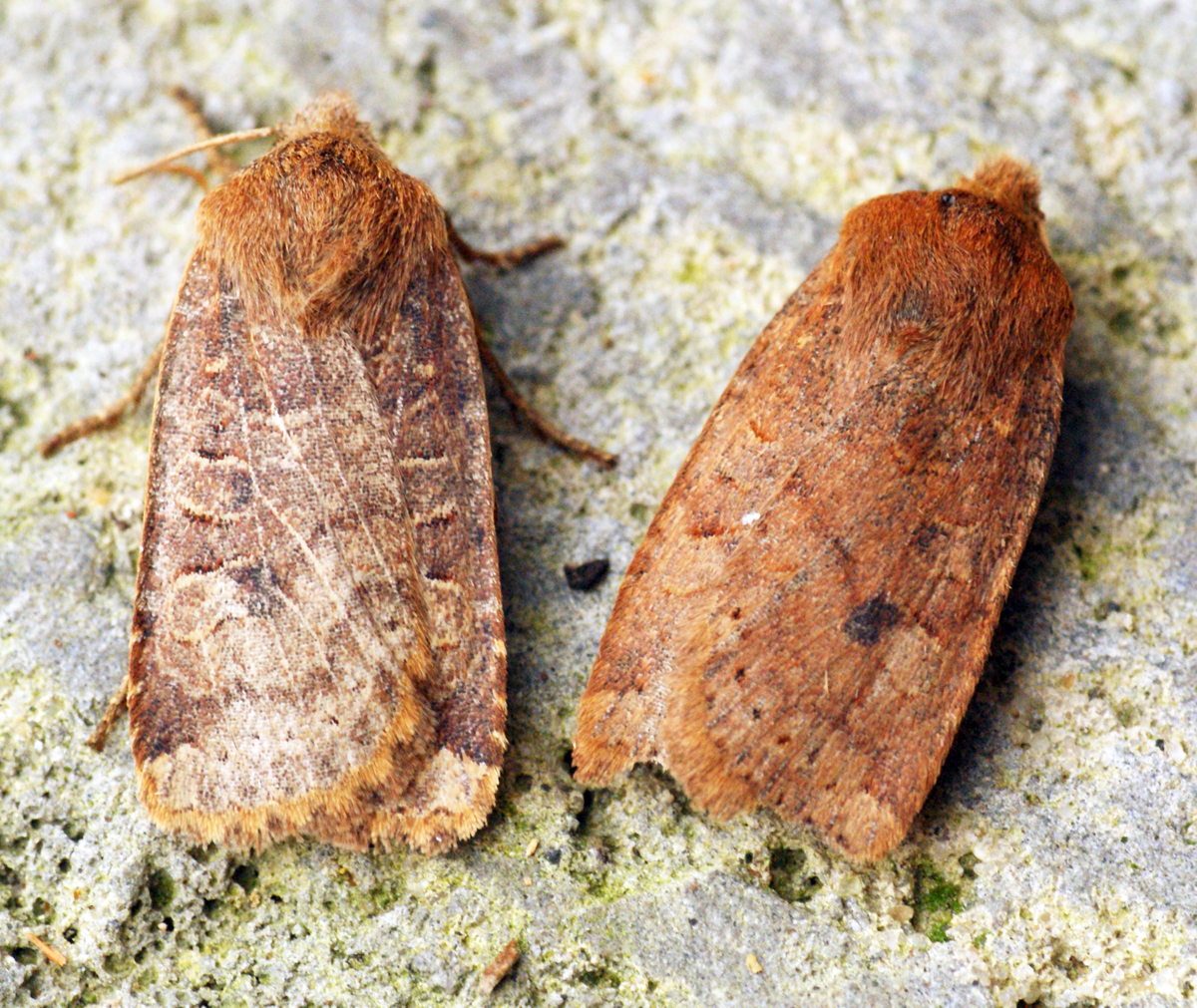
Heidelbeer-Wintereule (Conistra vaccinii), beide Farbvarianten nebeneinander.

Die Heidelbeer-Wintereule (Conistra vaccinii) ist ein Schmetterling (Nachtfalter) aus der Familie der Eulenfalter (Noctuidae). Die Art fliegt bereits im Herbst, überwintert dann als Falter und fliegt danach wieder ab März bis in den Mai hinein. Sie wird deshalb zu den sogenannten „Wintereulen“ gezählt.

## Merkmale

### Falter
Der Falter hat eine Flügelspannweite von 28 bis 38 Millimetern. Zeichnung und Färbung sind äußerst variabel. Die Grundfarbe variiert von hellgrau- bis dunkelgraubraun, über hellbraun, hellrot, rotbraun bis schwarzbraun. Dies hat zur Unterscheidung zahlreicher formae (Formen) geführt.
Der Apex der Vorderflügel ist stumpf, der Außenrand leicht konkav. Kopf und Thorax sind meist entsprechend der Grundfarbe gefärbt; das Abdomen ist dagegen teilweise oder ganz rötlich-braun. Die inneren und äußeren, gezackten Querlinien sind meist dunkler als die Grundfarbe und mehr oder weniger deutlich ausgebildet. Bei Exemplaren mit deutlich dunkleren Querlinien sind diese häufig weiß gesäumt. Nieren- und Ringmakel können ebenfalls deutlich ausgebildet, aber auch fast erloschen sein. Immer vorhanden ist ein schwarzer Punkt im unteren Teil der Nierenmakel. Der mehr oder weniger deutliche Mittelschatten ist dunkler als die Grundfarbe und weist median eine starke Ausbuchtung auf. Die Wellenlinie ist häufig mit schwarzen Punkten besetzt.

### Ei
Die Eier sind halbkugelig und weisen kräftige Längslinien auf der Außenseite auf. Sie sind gelbweiß gefärbt, mit einer roten Binde oder rötlichen Flecken.

### Raupe
Die Farbe der Raupen variiert von rotbraun zu dunkelbraun. Die Rückenlinie und die Nebenrückenlinien sind undeutlich ausgebildet, meist gelblich. Die Seitenlinie ist hell, die Stigmen sind schwarz. Der Kopf ist hellbraun mit dunkleren geschwungenen Linien.

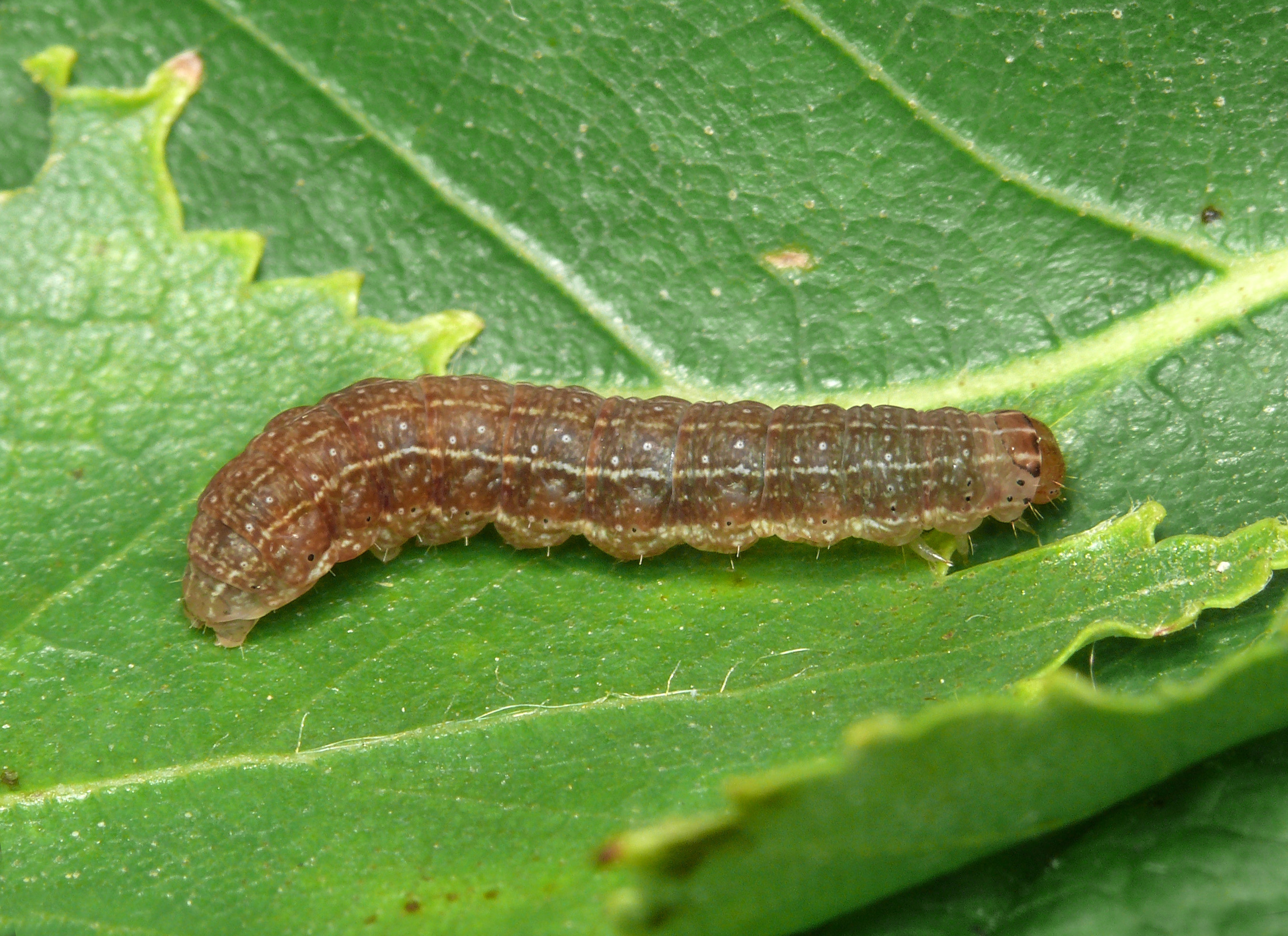
Rotbraune Raupe

### Puppe
Die Puppe besitzt einen kurzen Kremaster mit zwei kurzen und zwei längeren, gekrümmten Borsten.

## Verbreitung und Lebensraum
Die Art kommt in fast ganz Europa mit Ausnahme des südlichen Spaniens, einiger Mittelmeerinseln (Balearen, Korsika und Sardinien) und dem nördlichen Fennoskandien vor. Das Verbreitungsgebiet reicht im Süden von Marokko im Westen über das mediterrane Nordafrika, über Kleinasien bis nach Turkestan sowie das westliche und zentrale Sibirien. Die Art kommt in einer großen Bandbreite von Habitaten vor, von offenen Wäldern, Gebüschen, Heckenlandschaften, Gärten und Parklandschaften bis zu gebüschreichem Offenland. Die Habitate können trocken oder feucht, kühl oder warm sein. In den deutschen Mittelgebirgen steigt sie bis auf etwa 1200 Meter.

## Phänologie und Lebensweise
Die Art bildet eine Generation im Jahr aus. Die Falter schlüpfen im September, einzelne Nachweise liegen auch schon für August vor. Sie sind je nach Witterung bis etwa November aktiv. Die anschließende Winterruhe wird weitgehend eingehalten; auch an milden Wintertagen sind sie selten zu finden. Ab Februar sind sie wieder häufiger anzutreffen; die Flugzeit dauert bis in den Mai hinein. Die Falter sind dämmerungs- und nachtaktiv. Sie sind auf Grund ihrer langen Lebensdauer auf die Aufnahme von Nahrung angewiesen. Im Herbst wurden sie an Blüten, wie etwa an Schmetterlingsflieder (Buddleja davidii) saugend beobachtet, im Frühjahr an blühenden Weidenkätzchen von Sal-Weide (Salix caprea) und Reif-Weide (Salix daphnoides), Dickblatt-Bergenie (Bergenia crassifolia) und Kätzchen von Zitterpappeln (Populus tremula). Die Falter saugen gerne an Früchten, Baumsäften und sogar an den Ausscheidungen von Blattläusen. Sie können leicht geködert werden und fliegen künstliche Lichtquellen an. Die Paarung erfolgt im Frühjahr.
Die Raupen sind ab Mai bis etwa Juli zu finden. Sie sind polyphag und halten sich im Umfeld einiger Pflanzenarten auf: Sal-Weide (Salix caprea), Erlen (Alnus), Eichen (Quercus), Königskerzen (Verbascum), Zitter-Pappel (Populus tremula), Asch-Weide (Salix cinerea), Hainbuche (Carpinus betulus), Birken (Betula), Feldulme (Ulmus minor), Alpen-Johannisbeere (Ribes alpinum), Stachelbeere (Ribes uva-crispa), Kulturapfel (Malus domestica), Vogelbeere (Sorbus aucuparia), Himbeere (Rubus idaeus), Brombeeren (Rubus fruticosus), Gewöhnlicher Traubenkirsche (Prunus padus), Schlehe (Prunus spinosa), Feldahorn (Acer campestre), Linden (Tilia), Heidelbeere (Vaccinium myrtillus), Besenheide (Calluna vulgaris), Waldreben (Clematis), Weißdornen (Crataegus), Vogelknöterichen (Polygonum), Rosen (Rosa), Ampfer (Rumex), Flieder (Syringa), Löwenzahn (Taraxacum) und Thymianen (Thymus). Die Verpuppung erfolgt in einem Kokon in der Erde. Die Raupen liegen zunächst mehrere Wochen im Kokon, bevor die Verpuppung stattfindet.

## Systematik
Die Art wurde bereits von Carl von Linné im Jahre 1761 als Phalaena vaccinii erstmals wissenschaftlich erwähnt. 1775 wurde sie von Michael Denis und Johann Ignaz Schiffermüller 1775 als Noctua spadicea und Noctua polita beschrieben, die daher jüngere Synonyme von Constra vaccinii sind. Auch Cerastis brigensis Boisduval, 1840 wurde inzwischen als Synonym von Conistra vaccinii erkannt. Conistra vaccinii ist die Typusart der Gattung Gloia Hübner, 1822, die heute als Synonym von Conistra Hübner, 1821 angesehen wird.

## Gefährdung
Die Art gilt in Deutschland als nicht gefährdet.